# Novo movimento social
Novos movimentos sociais são movimentos que surgiram no final do século XX e têm na transformação cultural grande parte dos meios e fins de sua ação.
A expressão “novos movimentos sociais” supõe diferenças em relação aos movimentos sociais tradicionais. Em princípio, os movimentos tradicionais se faziam através de uma identidade de classe social, consistindo basicamente como movimentos operário-sindicais, organizados a partir do mundo do trabalho. Essa referência classista dos movimentos sociais tornou-se inadequada na medida em que as posições de classe perderam a estabilidade, com os sujeitos assumindo, ao longo da vida e conforme as circunstâncias, diferentes identidades que já não decorrem apenas das suas relações de produção.
A dicotomia entre proprietários dos meios de produção e vendedores da força de trabalho, patrões x empregados, como duas identidades opostas, complementares e historicamente bem estabelecidas deu vez a numerosas formas de identificação social autonominadas como negros, gays, ambientalistas, feministas, veganos, indígenas, sem terra, ativistas socialistas da antiglobalização, e outros.
Nos movimentos sociais tradicionais os protagonistas principais eram os trabalhadores pobres e assalariados. Os novos movimentos sociais incorporam tanto segmentos da classe média quanto pessoas à margem do mercado de trabalho e da sociedade.
Normalmente os novos movimentos sociais se articulam através de redes constituindo pautas reivindicatórias coletivas, convergindo interesses, organizando ações conjuntas e buscando visibilidade social. Por isso tais pautas subsistem a despeito da efemeridade dos participantes que delas entram e saem livremente.
Outra característica dos novos movimentos sociais é que, à diferença dos movimentos tradicionais, não visam “tomar o poder” pela conquista do Estado, mas geralmente constituem espaços políticos não-institucionais a partir dos quais procuram alterar hábitos e valores da sociedade de modo a interferir nas políticas estatais.